# Eläintarhanajot 1937
Eläintarhanajot 1937 je bila peta neprvenstvena dirka za Veliko nagrado v sezoni 1937. Odvijala se je 9. maja 1937 na finskem uličnem dirkališču Eläintarharata v Helsinkih. 

## Poročilo

### Pred dirko
Na dan dirke se je ob stezi zbralo 40.000 gledalcev, ki so pričakovali dvoboj med Hansem Rueschem in Eugenom Bjørnstadom in njunima dirkalnikoma Alfa Romeo. Toda na razočaranje gledalcev se je Bjørnstad odločil štartati v dirkalniku ERA A, tako je Ruesch z lahkoto osvojil najboljši štartni položaj. Karl-Emil Rolander se je poškodoval na prostem treningu, ko je njegov dirkalnik obrnilo, pri tem pa je z rokami drsal po asfaltu, zdravnik mu je prepovedal nastop na dirki. Helmer Carlsson-Alsed je imel težave s pritiskom olja na svojem dirkalniku Alfa Romeo Monza, ker je bila nova črpalka zamujala, je prevzel Rolanderjev dirkalnik.

### Dirka
Na štartu je povedel Ruesch, sledili so mu Bjørnstad, Karl Ebb, Alexi Patama, Carlsson, Karl-Gustav Sundstedt, Helge Hallman in Emil Elo. Bjørnstad je očitno nepravilno zapiral Ebb in je bil blizu opozorila komisarjev dirke, toda v petem krogu ga je Ebb le uspel prehiteti, Ruesch pa je imel tedaj že petnajst sekund prednosti. V istem krogu je tudi Carlsson prehitel Patama, v nadaljevanju pa so dirkači le zadržali svoja mesta. V desetem krogu se je Rueschova se je prednost povečala na petindvajset sekund, v petnajstem na šestintrideset, v dvajsetem na enainštirideset, na cilju pa je znašala sedeminštirideset in pol sekunde. Lokalni junak Ebb je bil drugi, lanski zmagovalec Bjørnstad pa tretji. 

## Rezultati

### Dirka
| Poz | Št | Dirkač                | Moštvo    | Dirkalnik         | Krogi | Čas/Odstop | Št. m. |
| --- | -- | --------------------- | --------- | ----------------- | ----- | ---------- | ------ |
| 1   | 11 | Hans Ruesch           | Privatnik | Alfa Romeo 8C-35  | 25    | 27:53,7    | 1      |
| 2   | 16 | Karl Ebb              | Privatnik | Mercedes-Benz SSK | 25    | + 47,5 s   | 3      |
| 3   | 17 | Eugen Bjørnstad       | Privatnik | ERA A             | 25    | + 1:37,7   | 2      |
| 4   | 18 | Helmer Carlsson-Alsed | Privatnik | Bugatti T35C      | 25    | + 1:46,3   | 4      |
| 5   | 14 | Alexi Patama          | Privatnik | Ford              | 25    | + 2:16,6   | 7      |
| 6   | 21 | Karl-Gustav Sundstedt | Privatnik | Bugatti T35C      | 25    | + 2:45.9   | 6      |
| 7   | 15 | Helge Hallman         | Privatnik | Ford              | 25    | + 4:32,5   | 8      |
| ?   | 19 | Emil Elo              | Privatnik | Bugatti           |       |            | 9      |
| DNS | 20 | Karl-Emil Rolander    | Privatnik | Bugatti T35       |       | Poškodba   | 5      |
| DNA | 12 | Herbert Berg          | Privatnik | Alfa Romeo        |       |            |        |